# Streets of SimCity
Streets of SimCity é um jogo eletrônico de corrida e combate de veículos produzido e publicado pela Maxis em 1997 para Microsoft Windows. O jogo é em 3D em mundo aberto e utliza o mesmo motor de jogo de SimCopter lançado um ano antes, também é possível importar cidades criadas no SimCity 2000, também possui moto multiplayer online para até 8 jogadores.